# Conchocarpus odoratissimus
Conchocarpus odoratissimus là một loài thực vật có hoa trong họ Cửu lý hương. Loài này được (Lindl.) Kallunki & Pirani mô tả khoa học đầu tiên năm 1998.